# Tour de France 2021/14. Etappe
Die 14. Etappe der Tour de France 2021 führte am 10. Juli 2021 über 183,7 Kilometer von Carcassonne nach Quillan.
Sieger wurde Bauke Mollema (Trek-Segafredo) mit 1:04 Minuten Vorsprung auf Patrick Konrad (Bora-hansgrohe) und	Sergio Higuita (EF Education-Nippo). Guillaume Martin Cofidis wurde 11. auf 1:28 Minuten und verbesserte sich vom neunten auf den zweiten Gesamtrang. Tadej Pogačar (UAE Team Emirates) kam wie die meisten anderen Favoriten mit einem Rückstand von 6:53 Minuten ins Ziel und verteidigte sein Gelbes Trikot.

## Verlauf
Nach zahlreichen erfolglosen Ausreißversuchen in den ersten beiden Rennstunden bildete sich im Anstieg zum Col de Montségur eine 14-köpfige Ausreißergruppe um Mollema, Konrad, Higuita und Martin ab. Zur Gruppe gehörte auch Michael Woods (Israel Start-Up Nation) und Wout Poels (Bahrain Victorious), die an den drei folgenden kategorisierten Anstiegen um die Bergwertungspunkte kämpften. Poels errang zehn und Woods neun Punkte, wodurch Woods die Führung in der Bergwertung von Nairo Quintana (Arkéa-Samsic) übernahm. 43 Kilometer vor dem Ziel startete Mollema seine erfolgreiche Solo-Attacke.

## Ergebnis
| \| Etappenergebnis \| Etappenergebnis \| Etappenergebnis \| Etappenergebnis \| Etappenergebnis \| \| Fahrer \| Fahrer \| Land \| Team \| Zeit \| \| --------------- \| --------------- \| --------------- \| ---------------------------------- \| --------------- \| \| 1. \| Bauke Mollema \| Niederlande \| Trek-Segafredo \| 4 h 16 min 16 s \| \| 2. \| Patrick Konrad \| Österreich \| Bora-Hansgrohe \| + 1 min 04 s \| \| 3. \| Sergio Higuita \| Kolumbien \| EF Education-Nippo \| + 1 min 04 s \| \| 4. \| Mattia Cattaneo \| Italien \| Deceuninck-Quick Step \| + 1 min 06 s \| \| 5. \| Michael Woods \| Kanada \| Israel Start-Up Nation \| + 1 min 10 s \| \| 6. \| Omar Fraile \| Spanien \| Astana-Premier Tech \| + 1 min 25 s \| \| 7. \| Élie Gesbert \| Frankreich \| Arkéa-Samsic \| + 1 min 25 s \| \| 8. \| Quentin Pacher \| Frankreich \| B&B Hotels p/b KTM \| + 1 min 25 s \| \| 9. \| Louis Meintjes \| Südarfika \| Intermarché-Wanty-Gobert Matériaux \| + 1 min 26 s \| \| 10. \| Esteban Chaves \| Kolumbien \| BikeExchange \| + 1 min 28 s \| |                 |             |                                    |                 |
| |                 |             |                                    |                 |
| Quelle: ProCyclingStats |                 |             |                                    |                 |
| Etappenergebnis |                 |             |                                    |                 |
| Fahrer | Fahrer          | Land        | Team                               | Zeit            |
| 1. | Bauke Mollema   | Niederlande | Trek-Segafredo                     | 4 h 16 min 16 s |
| 2. | Patrick Konrad  | Österreich  | Bora-Hansgrohe                     | + 1 min 04 s    |
| 3. | Sergio Higuita  | Kolumbien   | EF Education-Nippo                 | + 1 min 04 s    |
| 4. | Mattia Cattaneo | Italien     | Deceuninck-Quick Step              | + 1 min 06 s    |
| 5. | Michael Woods   | Kanada      | Israel Start-Up Nation             | + 1 min 10 s    |
| 6. | Omar Fraile     | Spanien     | Astana-Premier Tech                | + 1 min 25 s    |
| 7. | Élie Gesbert    | Frankreich  | Arkéa-Samsic                       | + 1 min 25 s    |
| 8. | Quentin Pacher  | Frankreich  | B&B Hotels p/b KTM                 | + 1 min 25 s    |
| 9. | Louis Meintjes  | Südarfika   | Intermarché-Wanty-Gobert Matériaux | + 1 min 26 s    |
| 10. | Esteban Chaves  | Kolumbien   | BikeExchange                       | + 1 min 28 s    |

## Gesamtstände
| \| Gesamtwertung \| Gesamtwertung \| Gesamtwertung \| Gesamtwertung \| Gesamtwertung \| \| Fahrer \| Fahrer \| Land \| Team \| Zeit \| \| ------------- \| ---------------- \| ------------- \| --------------------- \| ---------------- \| \| 1. \| Tadej Pogačar \| Slowenien \| UAE Team Emirates \| 56 h 50 min 21 s \| \| 2. \| Guillaume Martin \| Frankreich \| Cofidis \| + 4 min 04 s \| \| 3. \| Rigoberto Urán \| Kolumbien \| EF Education-Nippo \| + 5 min 18 s \| \| 4. \| Jonas Vingegaard \| Dänemark \| Jumbo-Visma \| + 5 min 32 s \| \| 5. \| Richard Carapaz \| Ecuador \| Ineos Grenadiers \| + 5 min 33 s \| \| 6. \| Ben O’Connor \| Australien \| AG2R Citroën Team \| + 5 min 58 s \| \| 7. \| Wilco Kelderman \| Niederlande \| Bora-Hansgrohe \| + 6 min 16 s \| \| 8. \| Alexei Luzenko \| Kasachstan \| Astana-Premier Tech \| + 6 min 30 s \| \| 9. \| Enric Mas \| Spanien \| Movistar Team \| + 7 min 11 s \| \| 10. \| Mattia Cattaneo \| Italien \| Deceuninck-Quick Step \| + 9 min 48 s \| |                  |             |                       |                  |
| |                  |             |                       |                  |
| Quelle: ProCyclingStats |                  |             |                       |                  |
| Gesamtwertung |                  |             |                       |                  |
| Fahrer | Fahrer           | Land        | Team                  | Zeit             |
| 1. | Tadej Pogačar    | Slowenien   | UAE Team Emirates     | 56 h 50 min 21 s |
| 2. | Guillaume Martin | Frankreich  | Cofidis               | + 4 min 04 s     |
| 3. | Rigoberto Urán   | Kolumbien   | EF Education-Nippo    | + 5 min 18 s     |
| 4. | Jonas Vingegaard | Dänemark    | Jumbo-Visma           | + 5 min 32 s     |
| 5. | Richard Carapaz  | Ecuador     | Ineos Grenadiers      | + 5 min 33 s     |
| 6. | Ben O’Connor     | Australien  | AG2R Citroën Team     | + 5 min 58 s     |
| 7. | Wilco Kelderman  | Niederlande | Bora-Hansgrohe        | + 6 min 16 s     |
| 8. | Alexei Luzenko   | Kasachstan  | Astana-Premier Tech   | + 6 min 30 s     |
| 9. | Enric Mas        | Spanien     | Movistar Team         | + 7 min 11 s     |
| 10. | Mattia Cattaneo  | Italien     | Deceuninck-Quick Step | + 9 min 48 s     |

| Punktewertung | Punktewertung      | Punktewertung          | Punktewertung         | Punktewertung |
| Fahrer        | Fahrer             | Land                   | Team                  | Punkte        |
| ------------- | ------------------ | ---------------------- | --------------------- | ------------- |
| 1.            | Mark Cavendish     | Vereinigtes Königreich | Deceuninck-Quick Step | 279 P.        |
| 2.            | Michael Matthews   | Australien             | BikeExchange          | 187 P.        |
| 3.            | Jasper Philipsen   | Belgien                | Alpecin-Fenix         | 174 P.        |
| 4.            | Sonny Colbrelli    | Italien                | Bahrain Victorious    | 159 P.        |
| 5.            | Julian Alaphilippe | Frankreich             | Deceuninck-Quick Step | 131 P.        |
| 6.            | Nacer Bouhanni     | Frankreich             | Arkéa-Samsic          | 126 P.        |
| 7.            | Tadej Pogačar      | Slowenien              | UAE Team Emirates     | 103 P.        |
| 8.            | Wout van Aert      | Belgien                | Jumbo-Visma           | 100 P.        |
| 9.            | Michael Mørkøv     | Dänemark               | Deceuninck-Quick Step | 95 P.         |
| 10.           | Bauke Mollema      | Niederlande            | Trek-Segafredo        | 76 P.         |

| Bergwertung | Bergwertung        | Bergwertung | Bergwertung            | Bergwertung |
| Fahrer      | Fahrer             | Land        | Team                   | Punkte      |
| ----------- | ------------------ | ----------- | ---------------------- | ----------- |
| 1.          | Michael Woods      | Kanada      | Israel Start-Up Nation | 54 P.       |
| 2.          | Nairo Quintana     | Kolumbien   | Arkéa-Samsic           | 50 P.       |
| 3.          | Wout Poels         | Niederlande | Bahrain Victorious     | 49 P.       |
| 4.          | Wout van Aert      | Belgien     | Jumbo-Visma            | 43 P.       |
| 5.          | Bauke Mollema      | Niederlande | Trek-Segafredo         | 41 P.       |
| 6.          | Kenny Elissonde    | Frankreich  | Trek-Segafredo         | 27 P.       |
| 7.          | Tadej Pogačar      | Slowenien   | UAE Team Emirates      | 26 P.       |
| 8.          | Ben O’Connor       | Australien  | AG2R Citroën Team      | 24 P.       |
| 9.          | Sergio Higuita     | Kolumbien   | EF Education-Nippo     | 24 P.       |
| 10.         | Julian Alaphilippe | Frankreich  | Deceuninck-Quick Step  | 20 P.       |

| Nachwuchswertung | Nachwuchswertung       | Nachwuchswertung       | Nachwuchswertung   | Nachwuchswertung  |
| Fahrer           | Fahrer                 | Land                   | Team               | Zeit              |
| ---------------- | ---------------------- | ---------------------- | ------------------ | ----------------- |
| 1.               | Tadej Pogačar          | Slowenien              | UAE Team Emirates  | 56 h 50 min 21 s  |
| 2.               | Jonas Vingegaard       | Dänemark               | Jumbo-Visma        | + 5 min 32 s      |
| 3.               | Aurélien Paret-Peintre | Frankreich             | AG2R Citroën Team  | + 24 min 44 s     |
| 4.               | David Gaudu            | Frankreich             | Groupama-FDJ       | + 30 min 51 s     |
| 5.               | Sergio Higuita         | Kolumbien              | EF Education-Nippo | + 49 min 04 s     |
| 6.               | Valentin Madouas       | Frankreich             | Groupama-FDJ       | + 1 h 21 min 36 s |
| 7.               | Mark Donovan           | Vereinigtes Königreich | Team DSM           | + 1 h 24 min 38 s |
| 8.               | Neilson Powless        | Vereinigte Staaten     | EF Education-Nippo | + 1 h 34 min 53 s |
| 9.               | Jonas Rutsch           | Deutschland            | EF Education-Nippo | + 1 h 40 min 45 s |
| 10.              | Brent Van Moer         | Belgien                | Lotto-Soudal       | + 1 h 41 min 48 s |

| Mannschaftswertung | Mannschaftswertung  | Mannschaftswertung           | Mannschaftswertung |
| Team               | Team                | Land                         | Zeit               |
| ------------------ | ------------------- | ---------------------------- | ------------------ |
| 1.                 | Bahrain Victorious  | Bahrain                      | 171 h 22 min 59 s  |
| 2.                 | EF Education-Nippo  | Vereinigte Staaten           | + 13 min 19 s      |
| 3.                 | AG2R Citroën Team   | Frankreich                   | + 16 min 21 s      |
| 4.                 | Ineos Grenadiers    | Vereinigtes Königreich       | + 20 min 48 s      |
| 5.                 | Bora-Hansgrohe      | Deutschland                  | + 27 min 03 s      |
| 6.                 | Jumbo-Visma         | Niederlande                  | + 33 min 08 s      |
| 7.                 | Astana-Premier Tech | Kasachstan                   | + 40 min 51 s      |
| 8.                 | Trek-Segafredo      | Vereinigte Staaten           | + 41 min 19 s      |
| 9.                 | Movistar Team       | Spanien                      | + 44 min 42 s      |
| 10.                | UAE Team Emirates   | Vereinigte Arabische Emirate | + 57 min 32 s      |

## Ausgeschiedene Fahrer
- Warren Barguil (Team Arkéa-Samsic) aufgrund Sturzfolgen nicht gestartet
- Søren Kragh Andersen (Team DSM) aufgrund Sturzfolgen nicht gestartet[2]